# Duguetia manausensis
Duguetia manausensis este o specie de plante angiosperme din genul Duguetia, familia Annonaceae, descrisă de Paulus Johannes Maria Maas și Boon. Conform Catalogue of Life specia Duguetia manausensis nu are subspecii cunoscute.